# Antonín Theodor z Colloredo-Waldsee
Hrabě Antonín Theodor kardinál z Colloredo-Waldsee-Mels (německy Anton Theodor von Colloredo, 17. července 1729 Vídeň – 12. září 1811 Kroměříž) byl první arcibiskup olomoucký (1777–1811). V roce 1803 se stal kardinálem.

## Život
Narodil se ve Vídni a byl pokřtěn jako Antonín Theodor Jan František. Byl synem zakladatele mantovské větve rodu Karla Ludvíka Colloredo-Waldsee-Mels a Eleonory Gonzagové.
Knězem se stal 20. srpna 1758. V letech 1766–1776 byl proboštem Kolegiátní kapituly u sv. Mořice v Kroměříži. Dne 6. října 1777 byl zvolen biskupem olomouckým, 5. prosince 1777 bylo olomoucké biskupství povýšeno na arcibiskupství a 30. března 1778 jej papež v arcibiskupském úřadu potvrdil. Ordinován byl 17. května téhož roku. 
Razil mince a pamětní intronizační medaile (v přísně omezené sérii) v císařské mincovně ve Vídni a věnoval se zvelebování letního sídla olomouckých arcibiskupů v Kroměříži, mimo jiné nechal rozšířit a zušlechtit Podzámeckou zahradu. 
Dne 17. ledna 1803 byl jmenován kardinálem. 
Kardinál hrabě Antonín Theodor z Colloredo-Waldsee zemřel dne 12. září 1811 v Kroměříži a byl pohřben před oltářem v kapli Panny Marie Bolestné v tamní kolegiátním kostele sv. Mořice.

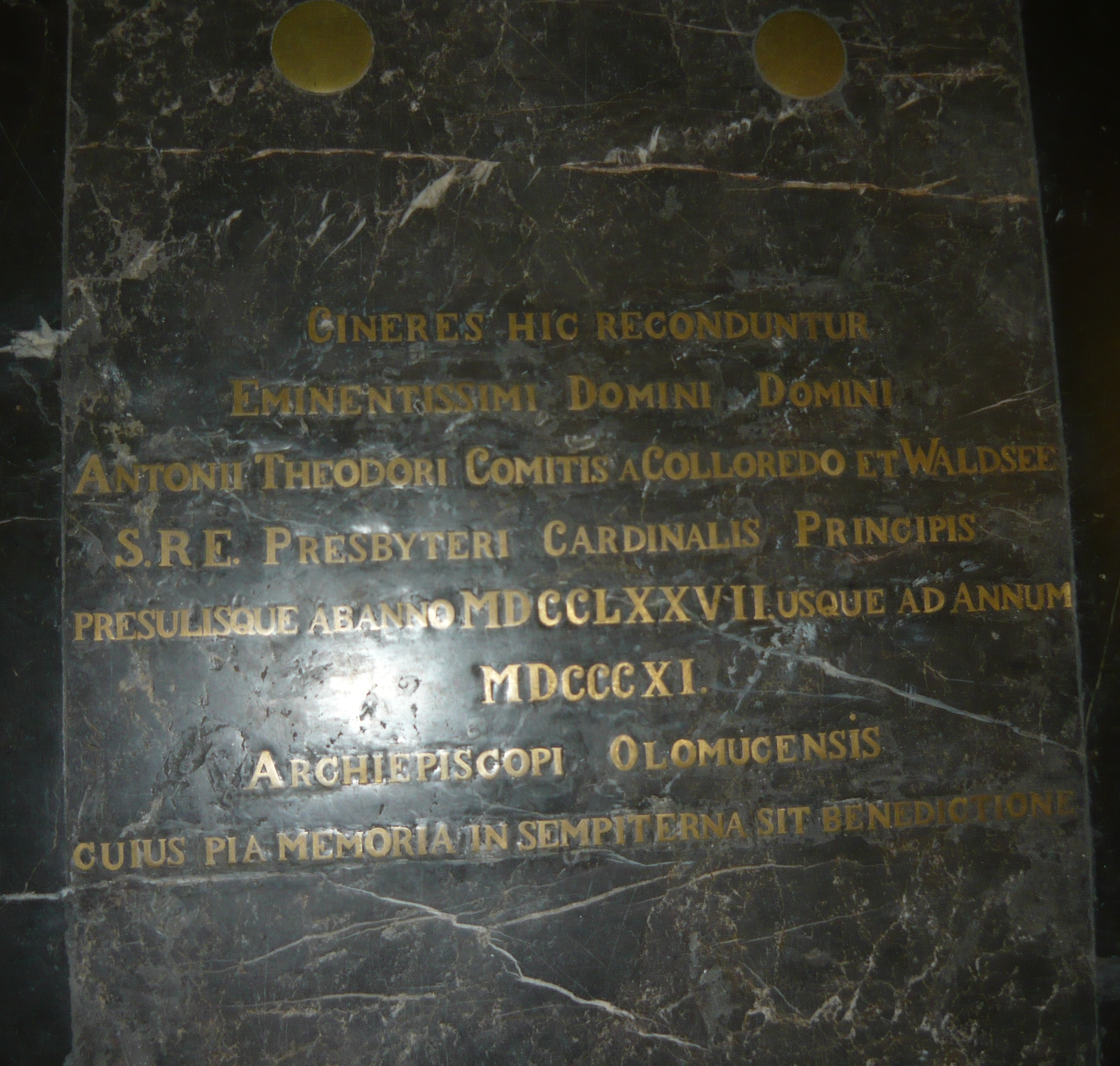
Náhrobek olomouckého arcibiskupa Antonína Theodora Colloreda-Waldsee